# Internazionali d'Italia 1950
Gli Internazionali d'Italia 1950 sono stati un torneo di tennis giocato sulla terra rossa. È stata la 7ª edizione degli Internazionali d'Italia. Sia il torneo maschile sia quello femminile si sono giocati al Foro Italico di Roma in Italia.

## Campioni

### Singolare maschile
Jaroslav Drobný ha battuto in finale  Bill Talbert con il punteggio di 6–4, 6–3, 7–9, 6–2

### Singolare femminile
Annalisa Ullstein Bossi  ha battuto in finale  Joan Curry con il punteggio di 6–4, 6–4

### Doppio maschile
Bill Talbert /  Tony Trabert  hanno battuto in finale   Budge Patty /  Bill Sidwell con il punteggio di 6–3, 6–1, 4–6 rit.

### Doppio femminile
Jean Quertier /  Jean Walker-Smith  hanno battuto in finale  Betty Hilton /  Kay Tuckey con il punteggio di 1–6, 6–3, 6–2

### Doppio misto
La finale tra  Gussie Moran /  Adrian Quist e  Annalisa Ullstein Bossi /  Gianni Cucelli è stata sospesa sul punteggio di 6–3, 1-1